# Тополя лавролиста
Тополя лавролиста (Populus laurifolia) — вид квіткових рослин з родини вербових (Salicaceae). Поширений у Північній Азії (Алтай, Казахстан, Монголія, Західний Сибір, Сіньцзян).

## Середовище
Населяє береги річок.

## Біоморфологічна характеристика
Дерева до 15 метрів заввишки; кора сірувата, потемніла і борозниста до основи стовбура; крона широка. Бруньки конічні, дуже в'язкі; базальні луски запушені. Листкова пластинка коротких гілочок еліптична, яйцювата або подовжено-яйцеподібна, 6–12 × 4–7 см, основа округла або клиноподібна, край зубчастий, війчастий, верхівка гостра або коротко загострена. Листкова пластинка паростків ланцетної або яйцювато-ланцетної форми, 10–15 см. Чоловіча сережка 3–4 см; пиляки багряно-червоні. Жіноча сережка 5–6 см, у плодах подовжена. Коробочка яйцеподібна, 5–6 мм, гола або волостиста, 2- або 3-стулкова. Період цвітіння: квітень і травень. Період плодіння: червень. 2n = 38.

## Використання
Вид використовується як культивоване дерево.